# 下津俸庵
下津 俸庵（しもづ ぼうあん）は、安土桃山時代から江戸時代前期にかけての武士。加藤清正の家臣。

## 略歴
元亀元年（1570年）、久我通堅の三男として誕生。もとは鹿苑寺の住職であったが武芸を好み、還俗して下津俸庵と称した。
肥後国熊本城主の加藤清正に仕え、3,000石を与えられる。江戸時代初期の加藤家の御家騒動「牛方馬方騒動」は俸庵が幕府に訴え出たことから露見した。熊本城の北大手門に続く坂の下に屋敷を構えたことから、この坂は俸庵坂と呼ばれている。
寛永8年（1631年）5月19日、死去。享年62。
長男宗正は、加藤家改易後に熊本城主となった細川氏に仕えた。次男亀谷通尹、三男東久世通廉（異説もある）は朝廷に出仕した。また、織田信雄の子で上野国小幡藩を立藩した織田信良の正室となった娘がある。